# Federació Política Reformada
Federació Política Reformista (Reformatorische Politieke Federatie, RPF) fou un partit polític neerlandès fundat el 1975 per tres grups de cristians ortodoxos: el protestant Partit Antirevolucionari (ARP), la Unió Nacional Evangèlica i diversos comitès electorals independents. Es tracta d'un partit d'inspiració bíblica, i es diferencia del Partit Polític Reformat i de la Unió Política Reformada per petites diferències d'interpretació teològica. Reben el suport de l'Església Cristiana Reformada i de l'Església Holandesa Reformada, amb cert ressò a Zelanda, Voluwe i Overijssel. Defensen una monarquia neerlandesa forta i s'oposen radicalment a l'avortament, l'eutanàsia i el matrimoni homosexual. Alhora, defensen forta intervenció estatal en economia i política mediambiental.
Els fundadors refusaren integrar-se a la Crida Demòcrata Cristiana a causa de la unió del Partit Popular Catòlic. Intentà unir tots els partits protestants ortodoxos com la Unió Política Reformada (GPV) i el Partit Polític Reformat (SGP). A les eleccions de 1977 no assolí cap escó, però a les de 1981 va obtenir dos escons al parlament. Entre 1981 i 2002 va tenir entre un i tres escons, així com algun senador, i sempre va romandre a l'oposició. El 1985 un dels seus diputats va marxar del partit i creà Antirevolucionaris 1985, però no va obtenir representació parlamentària.
El 1996 el seu cap Leen van Dijke fou criticat públicament per les organitzacions gais neerlandeses per haver afirmat a Nieuwe Revu que ser homosexual era pitjor que ser lladre. Des de 1998 treballà conjuntament amb la Unió Política Reformada, de manera que el 2000 es van fusionar en la Unió Cristiana, que es presentà per primer cop a les eleccions de 2002 i va obtenir 5 escons.

## Resultats electorals

### Cambra de Representants
| Any  | Líder             | Vots    | Vots | Escons  | +/- | Govern   |
| Any  | Líder             | No.     | %    | Escons  | +/- | Govern   |
| ---- | ----------------- | ------- | ---- | ------- | --- | -------- |
| 1977 | Jan Rietkerk      | 53,220  | 0.64 | 0 / 150 | Nou | Oposició |
| 1981 | Meindert Leerling | 108,364 | 1.25 | 2 / 150 | 2   | Oposició |
| 1982 | Meindert Leerling | 124,235 | 1.51 | 2 / 150 | =   | Oposició |
| 1986 | Meindert Leerling | 83,582  | 0.91 | 1 / 150 | 1   | Oposició |
| 1989 | Meindert Leerling | 85,231  | 0.96 | 1 / 150 | =   | Oposició |
| 1994 | Leen van Dijke    | 158,705 | 1.77 | 3 / 150 | 2   | Oposició |
| 1998 | Leen van Dijke    | 174,593 | 2.03 | 3 / 150 | =   | Oposició |

### Senat
| Any  | Vots   | Vots | Escons | +/- |
| Any  | No.    | %    | Escons | +/- |
| ---- | ------ | ---- | ------ | --- |
| 1983 |        |      | 1 / 75 | Nou |
| 1986 | 1 / 75 | =    |        |     |
| 1987 | 1 / 75 | =    |        |     |
| 1991 | 1 / 75 | =    |        |     |
| 1995 | 1 / 75 | =    |        |     |